# 駐日ラオス大使館
駐日ラオス大使館（ラーオ語: ສະຖານທູດລາວປະ ທີ່ ຍີ່ປຸ່ນ、英語: Embassy of Laos in Japan）は、ラオスが日本の首都東京に設置している大使館である。在東京ラオス大使館（ラーオ語: ສະຖານທູດລາວ ທີ່ ໂຕກຽວ、英語: Embassy of Laos in Tokyo）とも。
1955年に両国の外交関係が樹立された後、大使館が開設された。

## 所在地
- 住所：〒106-0031 東京都港区西麻布三丁目3-22[2]
- アクセス：東京メトロ日比谷線広尾駅3番出口

## 大使
2025年3月31日より、チットノイ・ヴォンカムヴィチットが臨時代理大使を務めている。

## ギャラリー

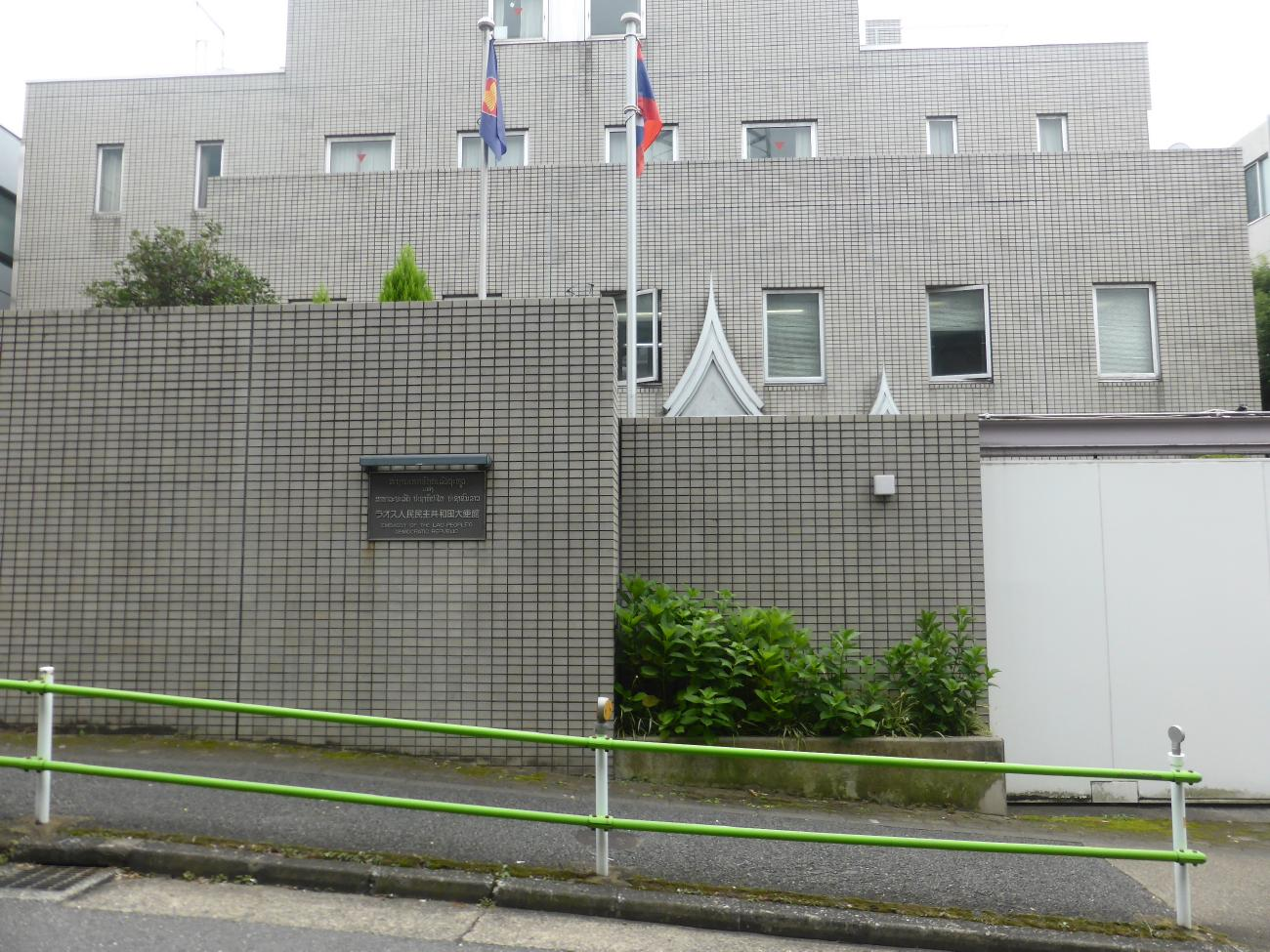
ラオス国旗
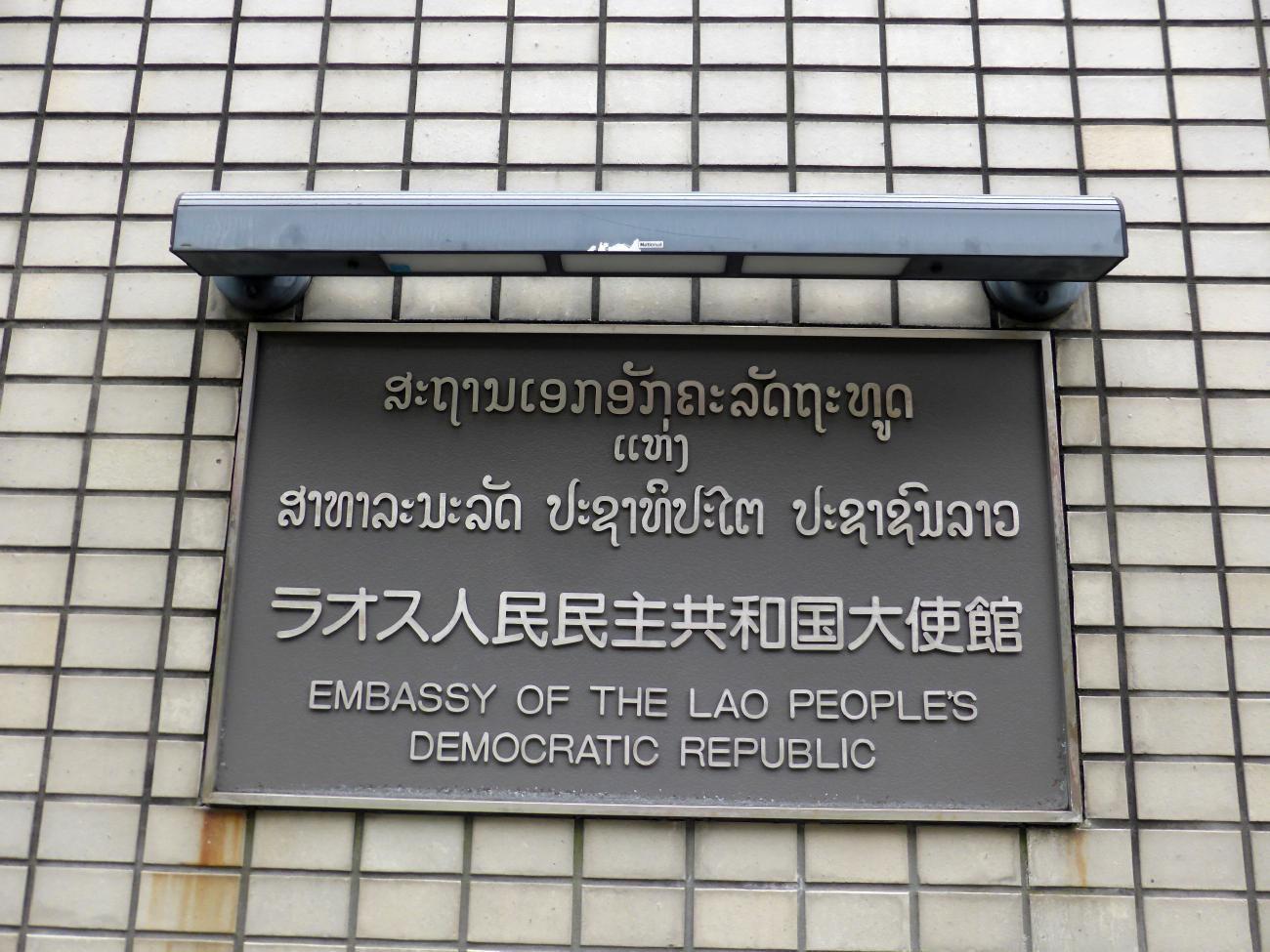
ラオス大使館表札